# Liste der Mitglieder des Sächsischen Landtags 1901/02
Diese Liste gibt einen Überblick über die Mitglieder des 29. ordentlichen Sächsischen Landtags, der vom 14. November 1901 bis zum 7. Juni 1902 tagte.

## Zusammensetzung der I. Kammer

### Präsidium
- Präsident: Richard Graf von Könneritz
- Vizepräsident: Friedrich Theodor von Zezschwitz
- 1. Sekretär: Ernst Heinrich Thiele
- 2. Sekretär: Leo Sahrer von Sahr

### Vertreter des Königshauses und der Standesherrschaften
| Besitz oder Institution                                      | Abgeordneter                                          | Bemerkungen |
| ------------------------------------------------------------ | ----------------------------------------------------- | ----------- |
| Sächsisches Königshaus                                       | Prinz Georg Prinz Friedrich August Prinz Johann Georg |             |
| Besitzer der Standesherrschaft Königsbrück                   | Karl Robert Bruno Naumann                             |             |
| Besitzer der Standesherrschaft Reibersdorf                   | Johann Georg Graf von Einsiedel                       |             |
| Besitzer der Herrschaft Wildenfels                           | Friedrich Magnus Graf zu Solms-Wildenfels             |             |
| Vertreter der vier Schönburgischen Lehnsherrschaften         | Joachim Graf und Herr von Schönburg                   |             |
| Bevollmächtigter der fünf Schönburgischen Rezessherrschaften | Karl Alfred von Wächter                               |             |
| Vertreter der Universität Leipzig                            | Adolf Wach                                            |             |

### Vertreter der Geistlichkeit
| Amt                                  | Abgeordneter                          | Bemerkungen |
| ------------------------------------ | ------------------------------------- | ----------- |
| Evangelischer Oberhofprediger        | Heinrich Ludwig Oskar Ackermann       |             |
| Dekan des Domstifts zu Bautzen       | Ludwig Wahl                           |             |
| Superintendent zu Leipzig            | Johann Theodor Oskar Pank             |             |
| Vertreter des Kollegiatstifts Wurzen | Theodor Friederici                    |             |
| Vertreter des Hochstifts Meißen      | Karl Rudolf Toussaint von Charpentier |             |

### Auf Lebenszeit gewählte Abgeordnete der Rittergutsbesitzer
| Wahlbezirk            | Abgeordneter                                                 | Bemerkungen |
| --------------------- | ------------------------------------------------------------ | ----------- |
| Meißner Kreis         | Karl Andreas Friedrich Wilhelm Moritz Freiherr von Brühl     |             |
| Meißner Kreis         | Egon Karl Kaspar Graf von Rex                                |             |
| Meißner Kreis         | Karl Wilhelm von Oppel                                       |             |
| Erzgebirgischer Kreis | Otto Friedrich Hermann Günther Graf Vitzthum von Eckstädt    |             |
| Erzgebirgischer Kreis | Hans Freiherr von Könneritz                                  |             |
| Oberlausitz           | Klemens Graf und Edler Herr zur Lippe-Biesterfeld-Weißenfeld |             |
| Oberlausitz           | Johann Friedrich von Wiedebach                               |             |
| Oberlausitz           | Friedrich Theodor von Zezschwitz                             |             |
| Leipziger Kreis       | Paul Gustav Leopold Hübel                                    |             |
| Leipziger Kreis       | Alfred Georg Sahrer von Sahr                                 |             |
| Vogtländischer Kreis  | Heinrich Eduard Hüttner                                      |             |
| Vogtländischer Kreis  | Hermann Ludolph Hennig Kasten                                |             |

### Rittergutsbesitzer durch Königliche Ernennung
- Hans Dietrich Konrad von Trützschler Freiherr zum Falkenstein
- Richard Graf von Könneritz
- Karl Kaspar Graf von Rex
- Otto Ludwig Christof von Schönberg
- Dietrich August Leo Sahrer von Sahr
- Arnold Woldemar von Frege-Weltzien
- Georg Hempel
- Julius Pfeiffer
- Hans von Trebra-Lindenau
- Karl Adolf von Carlowitz

### Magistratspersonen
| Wahlbezirk | Abgeordneter                            | Bemerkungen |
| ---------- | --------------------------------------- | ----------- |
| Dresden    | Gustav Otto Beutler, Oberbürgermeister  |             |
| Leipzig    | Carl Bruno Tröndlin, Oberbürgermeister  |             |
| Zwickau    | Johann Karl Keil, Oberbürgermeister     |             |
| Freiberg   | Max Otto Schroeder, Bürgermeister       |             |
| Annaberg   | Karl Theodor Wilisch, Bürgermeister     |             |
| Döbeln     | Ernst Heinrich Thiele, Bürgermeister    |             |
| Bautzen    | Johannes Käubler, Bürgermeister         |             |
| Chemnitz   | Heinrich Gustav Beck, Oberbürgermeister |             |

### Vom König nach freier Wahl ernannte Mitglieder
- Hermann von Nostitz-Wallwitz
- Theodor Hultzsch
- Paul Wäntig
- Otto Robert Georgi
- Otto Theodor Meusel

## Zusammensetzung der II. Kammer

### Präsidium
- Präsident: Paul Mehnert
- 1. Vizepräsident: Otto Schill
- 2. Vizepräsident: Hugo Gottfried Opitz
- 1. Sekretär: Karl August Rudolf Rüder
- stellvertretender 1. Sekretär: Friedrich Wilhelm Hauffe
- 2. Sekretär: Oswald Ahnert
- stellvertretender 2. Sekretär: Franz Alexander Maschke

### Städtische Wahlbezirke
| Wahlbezirk | Abgeordneter                       | Partei / politische Ausrichtung       | Bemerkungen                                                  |
| ---------- | ---------------------------------- | ------------------------------------- | ------------------------------------------------------------ |
| Dresden 1  | Paul Hermann Eberhard Leupold      | Konservativer Landesverein in Sachsen |                                                              |
| Dresden 2  | Bernhard Behrens                   | Konservativer Landesverein in Sachsen |                                                              |
| Dresden 3  | Paul Vogel                         | NLP                                   |                                                              |
| Dresden 4  | Carl Ernst Grumbt                  | Konservativer Landesverein in Sachsen |                                                              |
| Dresden 5  | Johannes Georg Stöckel             | Konservativer Landesverein in Sachsen |                                                              |
| Leipzig 1  | Franz Albert Friedrich Gontard     | NLP                                   |                                                              |
| Leipzig 2  | Otto Schill                        | NLP                                   |                                                              |
| Leipzig 3  | Ernst Otto Enke                    | Konservativer Landesverein in Sachsen |                                                              |
| Leipzig 4  | Julius Emil Otto Müller            | NLP                                   |                                                              |
| Leipzig 5  | Friedrich Maximilian Schober       | Konservativer Landesverein in Sachsen |                                                              |
| Chemnitz 1 | Karl Robert Uhlich                 | NLP                                   |                                                              |
| Chemnitz 2 | Johannes Georg Reinecker           | Konservativer Landesverein in Sachsen |                                                              |
| Zwickau    | Heinrich Heitzig                   | NLP                                   |                                                              |
| 1          | Johannes Rollfuß                   | NLP                                   |                                                              |
| 2          | Karl Friedrich August Reißmann     | Konservativer Landesverein in Sachsen |                                                              |
| 3          | Georg Friedrich Alexander Knobloch | Konservativer Landesverein in Sachsen |                                                              |
| 4          | Hans Christian Spieß               | Konservativer Landesverein in Sachsen |                                                              |
| 5          | Karl Hermann Wittig                | Konservativer Landesverein in Sachsen |                                                              |
| 6          | Georg Moritz Braun                 | NLP                                   |                                                              |
| 7          | Karl August Rudolf Rüder           | Konservativer Landesverein in Sachsen |                                                              |
| 8          | Ernst Robert Härtwig               | Konservativer Landesverein in Sachsen |                                                              |
| 9          | Ludwig Albert Julius Niethammer    | NLP                                   |                                                              |
| 10         | Arthur Schieck                     | NLP                                   |                                                              |
| 11         | Hermann Gleisberg                  | NLP                                   |                                                              |
| 12         | Oswald Ahnert                      | NLP                                   |                                                              |
| 13         | Oskar Liebau                       | Konservativer Landesverein in Sachsen |                                                              |
| 14         | William Rittberger                 | Konservativer Landesverein in Sachsen | Nachwahl nach Tod von Eduard Reinhold                        |
| 15         | Hermann Ehret                      | NLP                                   | Nachwahl nach Tod von Bernhard Bößneck († 12. Dezember 1901) |
| 16         | Hermann Teichmann                  | NLP                                   |                                                              |
| 17         | Gustav Zschierlich                 | Konservativer Landesverein in Sachsen | Nachwahl nach Mandatsniederlegung von Karl Albin Uhlmann     |
| 18         | Johannes Immanuel Schöne           | NLP                                   |                                                              |
| 19         | Alfred Gräfe                       | (Wild-)Liberal                        |                                                              |
| 20         | Julius Bochmann                    | Konservativer Landesverein in Sachsen |                                                              |
| 21         | Karl August Neidhardt              | NLP                                   | Nachwahl nach Tod von Arthur Georgi                          |
| 22         | Hugo Gottfried Opitz               | Konservativer Landesverein in Sachsen |                                                              |
| 23         | Robert Adolf Kellner               | NLP                                   |                                                              |
| 24         | Edmund Paulus                      | NLP                                   |                                                              |

### Ländliche Wahlbezirke
| Wahlbezirk | Abgeordneter                 | Partei / politische Ausrichtung       | Bemerkungen                                |
| ---------- | ---------------------------- | ------------------------------------- | ------------------------------------------ |
| 1          | Ernst Eduard Held            | Konservativ/Bund der Landwirte        |                                            |
| 2          | Theodor Richter              | NLP                                   |                                            |
| 3          | Oskar Preibisch              | NLP                                   |                                            |
| 4          | Rudolph Elwir Hähnel         | Konservativer Landesverein in Sachsen |                                            |
| 5          | Johann Schmole               | Konservativer Landesverein in Sachsen | sorbisch Jan Smoła                         |
| 6          | Karl Friedrich Matthes       | Konservativer Landesverein in Sachsen |                                            |
| 7          | Bernhard Ferdinand Rentsch   | Konservativer Landesverein in Sachsen |                                            |
| 8          | Michael Kockel               | Konservativer Landesverein in Sachsen | sorbisch Michał Kokla                      |
| 9          | Clemens August Träber        | Konservativer Landesverein in Sachsen |                                            |
| 10         | Oskar Weigert                | Konservativer Landesverein in Sachsen | Nachwahl nach Tod von Karl Gustav Großmann |
| 11         | Friedrich Wilhelm May        | DFP                                   |                                            |
| 12         | Friedrich Gustav Frenzel     | DFP                                   |                                            |
| 13         | Georg Andrä                  | Konservativer Landesverein in Sachsen |                                            |
| 14         | Emil Kluge                   | Konservativer Landesverein in Sachsen |                                            |
| 15         | Karl Philipp Steyer          | Konservativer Landesverein in Sachsen |                                            |
| 16         | Ernst Robert Rudelt          | Konservativer Landesverein in Sachsen |                                            |
| 17         | Ernst Emil Horst             | Konservativer Landesverein in Sachsen |                                            |
| 18         | Otto Steiger                 | Konservativer Landesverein in Sachsen |                                            |
| 19         | Karl Heinrich Richter        | Konservativer Landesverein in Sachsen |                                            |
| 20         | Friedrich Wilhelm Hauffe     | Konservativer Landesverein in Sachsen |                                            |
| 21         | Ernst Däberitz               | Konservativer Landesverein in Sachsen |                                            |
| 22         | Ernst Robert Schlag          | Konservativer Landesverein in Sachsen |                                            |
| 23         | Kurt Töpfer                  | Bund der Landwirte                    |                                            |
| 24         | Gustav Heinrich Dieterich    | Konservativer Landesverein in Sachsen |                                            |
| 25         | Eduard Rößner                | Konservativer Landesverein in Sachsen |                                            |
| 26         | Ernst Däweritz               | Konservativer Landesverein in Sachsen |                                            |
| 27         | Karl Paul Mehnert            | Konservativer Landesverein in Sachsen |                                            |
| 28         | Kurt Harter                  | Konservativer Landesverein in Sachsen |                                            |
| 29         | Robert Fritzsching           | Konservativer Landesverein in Sachsen |                                            |
| 30         | Franz Alexander Maschke      | Konservativer Landesverein in Sachsen |                                            |
| 31         | Eugen Merkel                 | Konservativer Landesverein in Sachsen |                                            |
| 32         | Johannes Schubart            | Konservativer Landesverein in Sachsen |                                            |
| 33         | Theodor Heymann              | Konservativer Landesverein in Sachsen |                                            |
| 34         | Hans Karl Hugo von Kirchbach | Konservativer Landesverein in Sachsen |                                            |
| 35         | Friedrich Wilhelm Kühlmorgen | Konservativer Landesverein in Sachsen |                                            |
| 36         | Rudolph Facius               | Konservativer Landesverein in Sachsen |                                            |
| 37         | Hermann Engelmann            | Konservativer Landesverein in Sachsen |                                            |
| 38         | Julius Thieme                | Konservativer Landesverein in Sachsen |                                            |
| 39         | Hermann Leithold             | Konservativer Landesverein in Sachsen |                                            |
| 40         | Albin Klötzer                | Konservativer Landesverein in Sachsen |                                            |
| 41         | Erdmann Robert Schneider     | Konservativer Landesverein in Sachsen |                                            |
| 42         | Hans Edler von Querfurth     | Konservativer Landesverein in Sachsen |                                            |
| 43         | Franz Louis Wolff            | NLP                                   |                                            |
| 44         | Wilhelm Zeidler              | Konservativer Landesverein in Sachsen |                                            |
| 45         | Gustav Richard Bunde         | Konservativer Landesverein in Sachsen |                                            |